# 18720 Jerryguo
18720 Jerryguo è un asteroide della fascia principale. Scoperto nel 1998, presenta un'orbita caratterizzata da un semiasse maggiore pari a 3,1564260 UA e da un'eccentricità di 0,1571572, inclinata di 9,66194° rispetto all'eclittica.